# ريان الكسندر بلوم
ريان الكسندر بلوم (بالإنجليزية: Ryan Alexander Bloom)‏ هو طبال أمريكي، ولد في 2 يونيو 1985 في ماريلند في الولايات المتحدة.

## وصلات خارجية
- الموقع الرسمي
- ريان الكسندر بلوم على موقع ميوزك برينز (الإنجليزية)